# Shahed 149 Gaza
El Shahed 149 Gaza (persa: پهپاد غزه ) o (persa: شاهد ۱۴۹), es un vehículo aéreo de combate no tripulado (UCAV) iraní operado por los Cuerpos de la Guardia Revolucionaria Islámica. Fue presentado el 21 de mayo de 2021 y lleva el nombre de la Franja de Gaza en honor a la lucha de los palestinos contra Israel en medio de la crisis entre Israel y Palestina de 2021. Fue entregado a la Fuerza Aeroespacial del IRGC en 2022.
El dron Gaza es un UAV de gran altitud y larga resistencia similar en tamaño, forma y función al estadounidense MQ-9 Reaper. Es un avión más grande, más pesado y más capaz que el anterior iraní Shahed 129, que era similar al MQ-1 Predator estadounidense. Tiene una duración de vuelo de 35 horas, un alcance de 2.000 km (1.200 millas), 21 m de envergadura, 350 km/h de velocidad de crucero y es capaz de transportar 13 bombas y 500 kg de equipos electrónicos. Es el primer dron iraní propulsado por un motor turbohélice.